# 뿌리줄기
뿌리줄기는 근경(根莖)이라고도 하며 줄기가 지하로 자라 마치 뿌리와 같은 역할을 하는 줄기이다. 마디에서 부정근이 돋으며 지상으로 잎을 낸다. 또한 비늘 조각 모양의 잎이 돋아 외부 형태로도 구별되며, 내부구조를 보면 관다발의 배치에 의해 명백하게 식별된다. 양치식물에서 흔히 볼 수 있으며 연꽃·메꽃·죽순대 등이 이에 속한다. 녹말 등의 양분을 저장하기도 하여, 영양생식이나 월동기관 역할을 한다.

## 같이 보기
- 덩이줄기
- 땅속줄기